# Henry Taylor (nuotatore)
Henry Taylor (Oldham, 17 marzo 1885 – Oldham, 28 febbraio 1951) è stato un nuotatore britannico.
Vinse otto medaglie olimpiche, tra il 1908 e il 1912, di cui quattro d'oro.
Figlio di James, un minatore, e di Elizabeth, rimase orfano ancora piccolo e fu cresciuto dal fratello maggiore, Bill, che in seguito ne divenne l'allenatore.

## Biografia
Henry Taylor fu il primo detentore del record mondiale dei 1500 m stile libero conquistato a Londra il 25 luglio 1908 col tempo di 22'48"4. Partecipò alle gare di nuoto dei Olimpiadi estive di Atene del 1906; gareggiò nei 400 m stile libero, vincendo la medaglia d'argento in 6'26"0, alle spalle dell'austriaco Otto Scheff, nel miglio stile libero, conquistando la sua prima medaglia d'oro olimpica, nuotando in 28'28"0, e nella staffetta 4 × 250 m stile libero, dove, con la squadra inglese, composta anche da Rob Derbyshire, William Henry e John Jarvis, vinse la medaglia di bronzo.

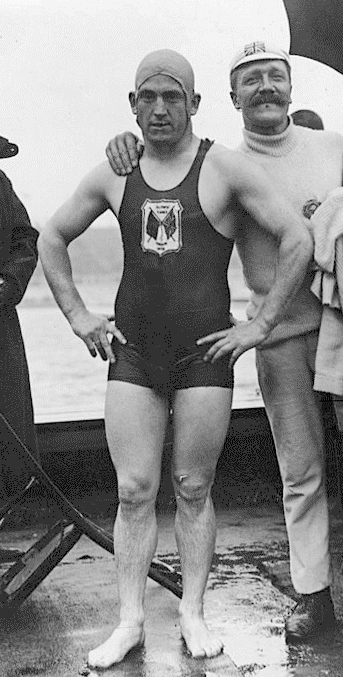
Henry Taylor.

Partecipò alle Olimpiadi estive di Londra nel 1908. Vinse la gara dei 400 m stile libero, nuotando in 5'36"8, oltre che la gara dei 1500 m stile libero in 22'48"4, e la staffetta 4 × 200 m stile libero, con la squadra britannica, in 10:55.6. In tutte e tre le competizioni Taylor stabilì il record del mondo.
Quattro anni più tardi, prese parte alle Olimpiadi estive di Stoccolma nel 1912, gareggiando nei 400 m stile libero, nuotando in 5'48"2, arrivando quinto in semifinale, oltre che nei 1500 m stile libero, classificandosi terzo in semifinale con un tempo di 24'06"4, e nella staffetta 4 × 200 m stile libero, vincendo, con la squadra britannica, la medaglia di bronzo in 10:28.6.
A trentacinque anni, Taylor partecipò alle Olimpiadi di Anversa del 1920, gareggiando nelle sue tre gare preferite; partecipò infatti ai 400 m stile libero, arrivando quarto in semifinale, ai 1500 m stile libero, ritirandosi al primo turno, e alla staffetta 4 × 200 m stile libero, vincendo, con la squadra britannica, un'ulteriore medaglia di bronzo in 10:37.2.